# غريغ ليند
غريغ ليند (بالإنجليزية: Greg Lind)‏ هو سياسي أمريكي، ولد في 23 مارس 1957 في لوتون في الولايات المتحدة. نشط حزبياً في الحزب الديمقراطي. وقد انتخب عضو مجلس ولاية مونتانا وانتخب عضو مجلس نواب مونتانا.